# Bárbara Heliodora
Bárbara Heliodora Guilhermina da Silveira (São João del-Rei, 3 de diciembre de 1759 — São Gonçalo da Campanha, 24 de mayo de 1819) fue una poetisa, minera y activista política brasileña.